# Вільхівці (зупинний пункт)
Вільхівці — пасажирський залізничний зупинний пункт Жмеринської дирекції Південно-Західної залізниці розташований на одноколійній, неелектрифікованій лінії Ярмолинці — Копичинці.
Розташований у с. Вільхівці Чемеровецького району між станціями Закупне та Гусятин.
Станом на лютий 2018 року приміське сполучення відсутне.